# Pàvel Koixetkov
Pàvel Serguéievitx Koixetkov (en rus Павел Сергеевич Кочетков) (Kàmensk-Uralski, 7 de març de 1986) és un ciclista rus, professional des del 2010 i actualment a l'equip CCC Team. En el seu palmarès destaca el Campionat de Rússia en ruta de 2016.

## Palmarès en ruta
- 2007
  - Vencedor d'una etapa del Giro de les Regions
- 2009
  - 1r al Trofeu Alcide De Gasperi
  - 1r al Gran Premi Inda
  - 1r a la Freccia dei Vini
- 2011
  - Vencedor d'una etapa del Tour del País de Savoia
  - Vencedor d'una etapa de la Volta a Bulgària
- 2016
  -  Campió de Rússia en ruta

### Resultats al Giro d'Itàlia
- 2015. 37è de la classificació general
- 2016. 32è de la classificació general
- 2017. Abandona (4a etapa)
- 2020. Abandona (9a etapa)

### Resultats a la Volta a Espanya
- 2015. 76è de la classificació general
- 2016. 39è de la classificació general
- 2018. 53è de la classificació general
- 2019. 98è de la classificació general

### Resultats al Tour de França
- 2018. 61è de la classificació general